# Tölgyessy Péter
Tölgyessy Péter (Esztergom, 1957. szeptember 15. –) magyar jogász, politológus, politikus. A rendszerváltás idején a Szabad Demokraták Szövetségének (SZDSZ) egyik képviselője az Ellenzéki, majd Nemzeti Kerekasztal-tárgyalásokon. Az SZDSZ elnöke 1991 és 1992 között, valamint a párt első frakcióvezetője, egyben az Antall-kormány alatt az ellenzék vezetője 1990 májusa és 1991 januárja között. Az Országgyűlés tagja 1990 és 2006 között.
Az Orbán-rendszer alatti, kormánytól független közélet egyik legjelentősebb politikai gondolkodója.

## Életpályája
Az esztergomi Petőfi Sándor Általános Iskolába járt, majd 1975-ben érettségizett a Hell József Károly Szakközépiskolában. Sorkatonai szolgálatának teljesítése után az Eötvös Loránd Tudományegyetem Állam- és Jogtudományi Karán kezdte meg egyetemi tanulmányait, ahol 1981-ben szerzett jogi doktorátust. Diplomázása után a Magyar Tudományos Akadémia Állam- és Jogtudományi Intézetében kapott állást tudományos munkatársként. Kutatási területe az érdekképviseletekkel és közjoggal volt kapcsolatos.
1987-ben közreműködött a Fordulat és reform című tanulmánykötet megírásában. Ezt követően a frissen alakult Szabad Demokraták Szövetsége programalkotásában vett részt, az alkotmányjogi és a politikai átmenetről szóló rész szerzője, szerzőtársa volt. 1989-ben belépett a pártba, aktív résztvevője volt a különböző kerekasztal-tárgyalásoknak. Ezekben az alkotmányozással és a választójogi törvénnyel kapcsolatos albizottság vezetője. Kezdeményezésére vezették be a vegyes választási (tehát listás és egyéni elemet is tartalmazó) rendszert. Mivel a nemzeti kerekasztal-tárgyalások végső dokumentumát pártja és a Fidesz nem írta alá, így egyik kezdeményezője volt az ún. négyigenes népszavazás kiírását célzó aláírásgyűjtésnek. 1989 és 1990, valamint 1992 és 1994 között a párt ügyvivője volt. 1989-től az országos tanácsban is részt vett. 1991-ben megválasztották az SZDSZ elnökévé, amely tisztségét 1992-ig viselte, egyéves elnöksége során kiéleződtek a párton belüli különböző szárnyak közötti ellentétek, az 1992-es küldöttgyűlésen Pető Ivánt választották meg pártelnöknek. 1996-ban többek között a Horn-kormány politikája miatt kilépett a pártból.

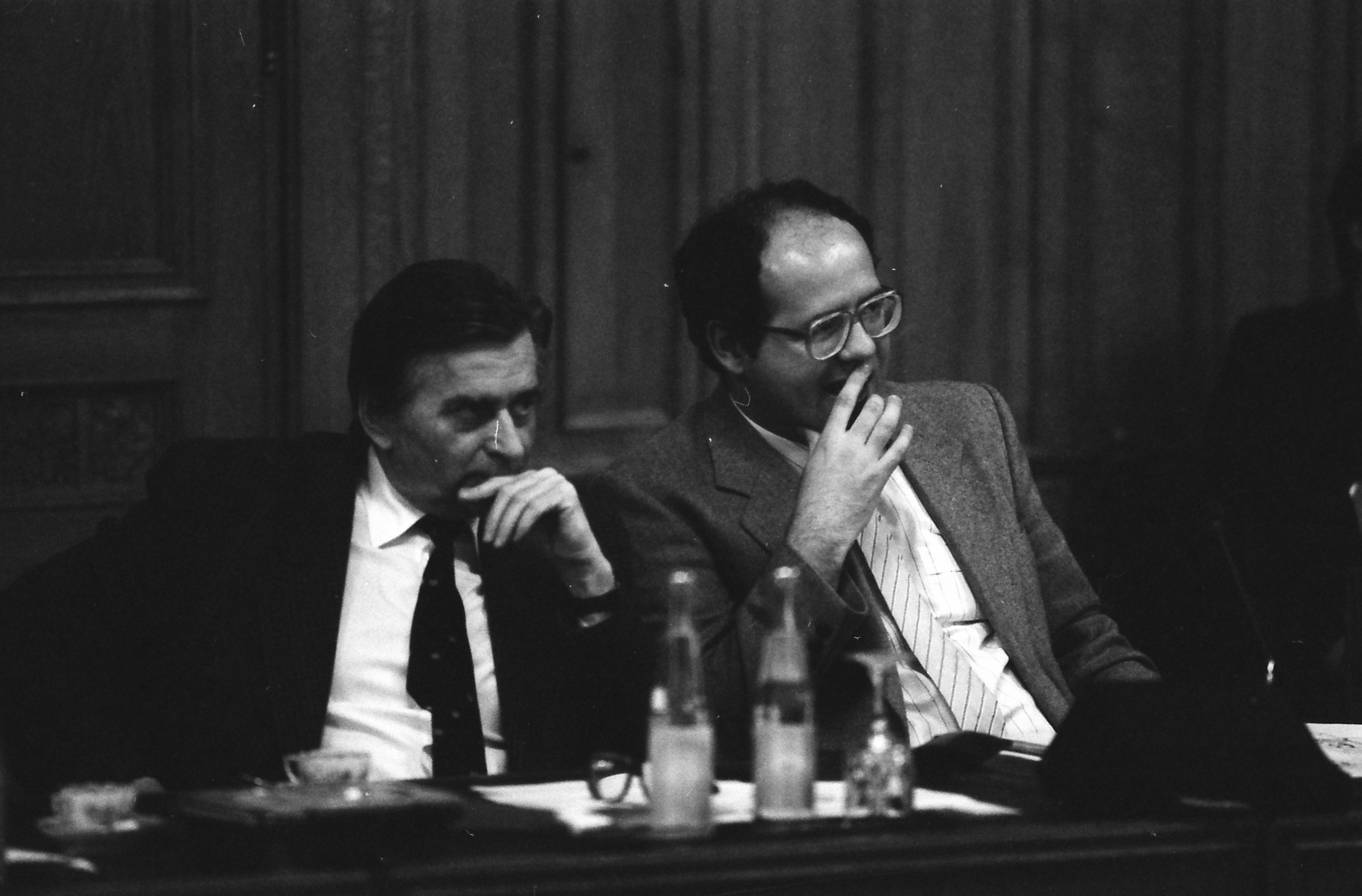
Antall József miniszterelnök és Tölgyessy Péter SZDSZ-vezér a Parlamentben.

Az rendszerváltás utáni, 1990-es országgyűlési választáson pártja Komárom-Esztergom megyei listájáról jutott be az Országgyűlésbe. Ezt követően megválasztották frakcióvezetőnek. Tisztségét 1990 októberéig viselte, amikor Pető Iván leváltotta. Az ügyrendi, valamint az alkotmányügyi, törvény-előkészítő és igazságügyi bizottság tagja volt (utóbbié 1992-ig). Az 1994-es országgyűlési választáson az SZDSZ országos listájáról szerzett országgyűlési mandátumot. A számvevőszéki bizottság tagja volt. Pártjából való kilépése után független képviselőként folytatta munkáját, ekkor a korabeli Házszabály miatt meg kellett válnia bizottsági helyétől is. Az 1998-as és 2002-es országgyűlési választáson a Fidesz országos listájáról szerzett mandátumot (a pártnak nem volt tagja). A számvevőszéki bizottság tagjaként dolgozott. A 2006-os országgyűlési választáson nem indult, ekkor visszavonult az aktív politizálástól. Parlamenti munkássága többek között arról is nevezetessé vált, hogy 1993 óta egy alkalommal sem szólalt fel az Országgyűlésben, helyette publicisztikákban és interjúkban fejtette ki véleményét a közéleti eseményekről.
Politikai pályáját követően, 2007-ben a Magyar Tudományos Akadémia Politikatudományi Intézetének tudományos munkatársa lett. Itt a
demokrácia- és politikaelmélet tudományos osztály kutatója. Kutatási területe a magyar modell válsága és a helyreállított alkotmányosság gondjai a rendszerváltás óta. Ezenkívül az ELTE Állam- és Jogtudományi Kar Politikatudományi Intézetének vendégoktatója. Emellett több éven át műsora volt a Magyar Rádióban, a Kossuth Rádió 180 perc című műsor részeként. Műsora 2010-ben szűnt meg. 2009-ben, a rendszerváltás során kifejtett tevékenysége elismeréseként megkapta a Magyar Köztársasági Érdemrend nagykeresztjét.

## Családja
Nős, második házasságában él. Második felesége Sass Magdolna közgazdász, az MTA Közgazdaság-tudományi Intézetének tudományos munkatársa.

## Főbb publikációi
- Gazdasági érdekképviseletek Magyarországon; MSZMP KB TTI, Bp., 1988 (Műhelytanulmányok MSZMP KB Társadalomtudományi Intézete)
- Elégedetlenségek egyensúlya. Válogatott írások; Helikon, Bp., 1999 (Helikon universitas. Politológia)
- Túlterhelt demokrácia: alkotmányos és kormányzati alapszerkezetünk (társszerző, 2006)
- Értelmiség és a rendszerváltás (2008)
- Restitution of constitutionalism in Hungary (2009)
- Az Alkotmány kommentárja I-II. (társszerző, 2010)
- A Fidesz és a magyar politika lehetséges új iránya (2012)
- Mérlegen az alaptörvény. Interjúkötet hazánk új alkotmányáról. Sólyom László, Trócsányi László, Jakab András, Tordai Csaba, Kukorelli István, Herbert Küpper, Patyi András, Tölgyessy Péter; szerk. Molnár Benedek, Németh Márton, Tóth Péter; HVG ORAC–Stádium Intézet, Bp., 2013
- Orbán-rendszer természete I-V. (2013)
- Válság idején teremtett mozdíthatatlanság (2014)

## Díjai
- A Magyar Köztársasági Érdemrend nagykeresztje (2009)